# Cheik Tioté
Cheik Ismael Tioté (ur. 21 czerwca 1986 w Jamusukro, zm. 5 czerwca 2017 w Pekinie) – iworyjski piłkarz, który grał na pozycji pomocnika.

## Kariera klubowa
Tioté karierę rozpoczynał jako junior w klubie FC Bibo z Wybrzeża Kości Słoniowej. W 2005 roku trafił do belgijskiego Anderlechtu. W pierwszej lidze belgijskiej zadebiutował 18 marca 2006 w wygranym 4:0 meczu z KSK Beveren. W sezonach 2005/2006 oraz 2006/2007 rozegrał po dwa ligowe spotkania, a także zdobywał z klubem mistrzostwo Belgii oraz Superpuchar Belgii.
Latem 2007 roku został wypożyczony do holenderskiej Rody Kerkrade. W Eredivisie zadebiutował 2 września 2007 w wygranym 5:3 spotkaniu z VVV Venlo. 16 września 2007 w przegranym 1:3 pojedynku z Feyenoordem strzelił pierwszego gola w trakcie gry w Eredivisie. W sezonie 2007/2008 zagrał w 26 ligowych meczach i zdobył w nich 2 bramki.
W lipcu 2008 roku podpisał kontrakt z holenderskim FC Twente występującym w Eredivisie. Pierwszy ligowy mecz w jego barwach zaliczył 30 sierpnia 2008 przeciwko Rodzie Kerkrade (1:1). W sezonie 2008/2009 wywalczył z klubem wicemistrzostwo Holandii.
22 sierpnia 2010 Ismael Tioté podpisał kontrakt z Newcastle United, kwoty transferu nie ujawniono. W nowej drużynie zawodnik występował z numerem 24. Jego charakterystyczną cechą był dość twardy styl gry, co niewątpliwie jest zaletą na angielskich boiskach.
5 czerwca 2017 roku podczas poniedziałkowego treningu w chińskim BJ Enterprises, reprezentant Wybrzeża Kości Słoniowej zmarł na zawał serca, mając 31 lat.

## Kariera reprezentacyjna
W reprezentacji Wybrzeża Kości Słoniowej Tioté zadebiutował 13 czerwca 2009 w wygranym 2:1 towarzyskim meczu z Kamerunem.